# Dmitri Saütin
Dmitri Saütin (en rus: Дмитрий Саутин) (Vorónej, Unió Soviètica 1974) és un saltador rus, guardonat amb vuit medalles olímpiques i considerat un dels millors de tots els temps.

## Biografia
Va néixer el 15 de març de 1974 a la ciutat de Vorónej, població situada a l'óblast de Vorónej, que en aquells moments formava part de la Unió Soviètica i que avui en dia forma part de Rússia.

## Carrera esportiva
Va participar, als 18 anys, en els Jocs Olímpics d'Estiu de 1992 celebrats a Barcelona (Catalunya), on va competir en representació de l'Equip Unificat. En aquests Jocs aconseguí la medalla de bronze en la prova masculina de trampolí de 3 metres a més de finalitzar sisè en la prova de plataforma de 10 metres.
En els Jocs Olímpics d'Estiu de 1996 realitzats a Atlanta (Rússia), i en representació de Rússia, va aconseguir guanyar la medalla d'or en la prova de plataforma, a més de finalitzar cinquè en la prova de trampolí de 3 metres. En els Jocs Olímpics d'Estiu del 2000 realitzats a Sydney (Austràlia) aconseguí guanyar medalles en totes les proves disputades en la categoria masculina: la medalla d'or en la prova de salt sincronitzat des de la plataforma de 10 metres juntament amb Igor Lukashin, la medalla de plata en la prova de salt sincronitzat des del trampolí de 3 metres al costat d'Alexandre Dobroskok, i dues medalles de bronze en les proves de salt de trampolí i de plataforma. En els Jocs Olímpics d'Estiu de 2004 realitzats a Atenes (Grècia) aconseguí guanyar novament la medalla de bronze en el salt de trampolí de 3 metres i finalitzà setè en el salt sincronitzat des d'aquest element. En els Jocs Olímpics d'Estiu de 2008 realitzats a Pequín (Xina) aconseguí guanyar la medalla de plata en el salt sincronitzat des del trampolí de 3 metres al costat de Yuriy Kunakov i la quarta posició en el salt individual des d'aquest mateix element.
Al llarg de la seva carrera ha guanyat 9 medalles en el Campionat del Món de natació, destacant cinc medalles d'or. En els Campionat d'Europa de natació ha guanyat 18 medalles, entre elles dotze d'or.